# Ezmlm
ezmlm (Abkürzung von „eazy mailing list manager“) ist eine freie Server-Software zum Betrieb von Mailinglisten mit der Mailserver-Software qmail.
Sie ist in C programmiert und auf diversen Unix-ähnlichen Betriebssystemen lauffähig.
ezmlm wurde 1997 geschrieben und seither vom Original-Autor nicht mehr weiterentwickelt. Es wurde als freie Software auch im Quelltext bedingungslos der Allgemeinheit übergeben (Gemeinfreiheit). Mit ezmlm-idx existiert eine weiterhin aktiv gepflegte Weiterentwicklung.

## Ezmlm-Grundprogramm
Die von qmail-Autor Daniel J. Bernstein entwickelte Software beinhaltet die Basisfunktionen zum Betrieb einer Mailingliste, wie beispielsweise die Verwaltung von Empfängern, den Versand der E-Mails an diese, sowie der Umgang mit nicht zustellbaren E-Mails.

## Ezmlm-idx
Ezmlm-idx ist eine Erweiterung des Grundprogramms ezmlm und wurde von Frederik Lindberg, Fred B. Ringel und Bruce Guenter entwickelt. Es fügt der Software weitere Funktionen hinzu, wie beispielsweise erweiterte Archiv-Funktionen, Mailinglisten-Moderation, erweiterte Administrations-Einstellungen, sowie eine effizientere Speicherung der Konfiguration von ezmlm; dies ermöglicht auch die Integration von Übersetzungsdateien anderer Sprachen.
Während ezmlm selbst nicht mehr weiterentwickelt wird, wird ezmlm-idx weiterhin aktiv gepflegt. Da es sich sehr gut in qmail-Umgebungen einfügt, ist ezmlm und ezmlm-idx hier auch häufig noch die erste Wahl. Es kann in Debian-basierten Linux-Distributionen wie der populären Ubuntu direkt aus den Standard-Paketquellen installiert werden.

## Ezmlm-web
Ezmlm-web ist eine Webschnittstelle zur Bearbeitung/Konfiguration von ezmlm-Mailinglisten.